# Condalia sonorae
Condalia sonorae là một loài thực vật có hoa trong họ Táo. Loài này được Henr. mô tả khoa học đầu tiên năm 2003.